# Come On Pilgrim
Come on Pilgrim — дебютный мини-альбом американской альтернативной группы Pixies, вышедший на британском инди-лейбле 4AD в 1987 году.

## Об альбоме
Материал, вошедший в мини-альбом, стал частью 17-трекового демо под названием The Purple Tape (оставшаяся часть демо была выпущена после распада группы), которое переслал президенту лейбла 4AD продюсер демо Гэри Смит. Из всех песен, вошедших на выпущенный EP, только «Vamos» была перезаписана ещё раз позже (на Surfer Rosa, первом LP группы); все невошедшие на EP песни с демо позже были выпущены на других релизах, за исключением «Rock A My Soul». EP получило значительный отзыв в прессе, однако в основном у британской, а не у американской музыкальной журналистики.
В 1992 году компания Elektra Records выпустила в США отдельные компакт-диски Come On Pilgrim и Surfer Rosa. После того, как 4AD в 2004 году повторно приобрела права на дистрибуцию материала группы в США, они снова были отдельно выпущены на компакт-дисках. Альбом получил гораздо больше внимания со стороны британской музыкальной прессы, чем в Соединенных Штатах.

## Список композиций
Все песни написаны Блэком Фрэнсисом, кроме отмеченных.
1. «Caribou» — 3:14
2. «Vamos» — 2:53
3. «Isla de Encanta» — 1:41
4. «Ed Is Dead» — 2:30
5. «The Holiday Song» — 2:14
6. «Nimrod's Son» — 2:17
7. «I've Been Tired» — 3:00
8. «Levitate Me» (Блэк Фрэнсис / Мисс Джон Мёрфи / Дэвид Ловеринг / Джин Уолш) — 2:37